# Therizinosauroidea
Super-famille
Familles de rang inférieur
- Alxasauridae
- Therizinosauridae

Genres de rang inférieur
- Alxasaurus
- Beipiaosaurus
- Enigmosaurus
- Erliansaurus
- Erlikosaurus
- Falcarius
- Martharaptor
- Nanshiungosaurus
- Neimongosaurus
- Nothronychus
- Segnosaurus
- Suzhousaurus
- Therizinosaurus

Therizinosauroidea sont une super-famille de dinosaures théropodes du clade des Therizinosauria (thérizinosaures en français) ayant les pattes avant ornées de longues griffes (70 cm chez Therizinosaurus). Presque tous originaires du Crétacé asiatique, les membres de ce groupe, identifiés dès la fin du XXe siècle par les scientifiques, sont une petite dizaine de genres aux caractéristiques anatomiques proches.

## Caractéristiques générales
L'anatomie des thérizinosauroidés est mal connue et se fonde sur différents éléments du squelette de plusieurs spécimens. Le premier membre étudié de la famille, Therizinosaurus, a été décrit à partir d'une partie des membres inférieurs (os du pied) et d'os de la main, accompagnés de griffes particulières, qui plongèrent les paléontologues dans l'embarras. Ces griffes en forme de faux (c'est d'ailleurs de là que vient le nom Therizinosaurus, « reptile à faux ») d'environ 70 centimètres de longueur sur le bord extérieur, et aplaties latéralement semblaient en effet trop encombrantes pour permettre la marche et pour servir d'armes offensives (rappelons que tous les autres théropodes étaient prédateurs).
Matériel fossile trop incomplet, ces os et griffes furent nommés, mais pas classés dans une famille existante, et ne firent donc pas l'objet de la création d'une famille distincte. Ce n'est que des années plus tard que la découverte en Chine d'un squelette plus complet - comprenant notamment des vertèbres, des os des membres et de la boîte crânienne, ainsi que des dents - permit d'établir un parallèle avec les fragments de Therizinosaurus. Ce squelette fut nommé Alxasaurus, du nom du désert d'Alxa, où il fut découvert. Le parallèle avec le squelette de Therizinosaurus a permis de mettre en évidence la parenté de ces deux genres, de leur créer une famille, et de décrire ses caractéristiques, caractéristiques qui ont été plus tard précisées par les squelettes d'autres genres de la famille.
Les thérizinosauroidés étaient donc des dinosaures de taille moyenne et variable (de 2 à 11 mètres environ de longueur), pourvus d'un long cou se terminant par une tête un peu petite avec un long museau, d'une cage thoracique massive, et de bras très long munis de trois griffes démesurées. Les pattes arrière étaient puissantes et munies de quatre doigts (c'est ce qui classe le groupe au sein des théropodes). La démarche était digitigrade. La posture des thérizinosauroidés est sujette à des controverses, mais il est couramment admis qu'ils étaient capables de se tenir debout au moins une partie du temps, tout d'abord en raison de leur statut de théropodes, mais aussi parce que leurs griffes les auraient probablement encombré pour marcher à quatre pattes. De plus, la longueur de la queue et sa position suggèrent un déplacement bipède, mais ne pouvant pas être rapide. Cependant, il n'est pas exclu qu'ils se soient déplacés sur les phalanges, griffes repliées sur l'avant-bras. Le bassin est anormalement large pour un théropode. Les mâchoires sont elles aussi atypiques, avec des dents petites et en forme de feuilles, et l'arrière édenté. Enfin, depuis la découverte de Beipiaosaurus en 1999, on suppose que leur corps était couvert d'un duvet, et peut-être de plumes primitives. En raison de la longueur de leurs membres antérieurs, les thérizinosauroidés ont été provisoirement classés parmi les cœlurosauriens.

## Comportement
Le débat au sujet du comportement des thérizinosauroidés est particulièrement virulent en ce qui concerne leur alimentation, qui était sans aucun doute fort différente de celle des théropodes « classiques ». Plusieurs hypothèses cohabitent, voici les principales :
- les thérizinosauroidés seraient piscivores (mangeurs de poissons). Cette hypothèse est la première à avoir été formulée, au sujet de Segnosaurus. Elle expliquerait notamment le long cou de ces dinosaures, ainsi que la forme de leur bec. Mais un tel régime alimentaire supposerait de posséder des dizaines de petites dents pointues, et une mâchoire longue et puissante (type crocodile ou Spinosaurus), ce qui n'est pas le cas des thérizinosauroidés ;
- les thérizinosauroidés seraient insectivores, et plus particulièrement mangeurs de termites. Selon certains paléontologues, leurs griffes auraient servi à éventrer les termitières pour se nourrir des insectes qu'elles contenaient. En effet, certains animaux actuels, comme les fourmiliers ou certains ours possèdent des griffes semblables à celle des thérizinosaures, qui remplissent cette fonction. Mais dans ce cas, on comprend mal la corpulence de ces dinosaures ;
- les thérizinosauroidés seraient herbivores. Cette hypothèse est la plus vraisemblable, elle expliquerait la longueur du cou, la denture, le bec édenté, la longueur des bras et la posture dressée des thérizinosauroidés. De plus, leur grande cage thoracique pourrait suggérer la présence d'un système digestif développé, nécessaire à une alimentation herbivore. Les thérizinosauroidés se seraient donc nourris au sommet de la végétation, se dressant et utilisant leur long cou pour atteindre les feuilles. Leurs griffes auraient peut-être servi à séparer les feuilles des branches, à la manière des dents d'un peigne, ou bien à cisailler les branches. Ils auraient ensuite utilisé leur bec corné pour broyer les feuilles en pulpe, avant de l'avaler. Dans ce cas, les thérizinosauroidés comprendraient les seules familles de théropodes entièrement herbivores. C'est une hypothèse qui paraît extraordinaire, mais pas invraisemblable : il existe dans le règne animal certaines espèces herbivores ayant évolué à partir d'un groupe de carnivores, comme les pandas, descendants d'ursidés carnivores.

Outre l'alimentation, on peut envisager d'autres utilisations qu'auraient faites les thérizinosauroidés de leurs griffes, comme la parade amoureuse, l'intimidation ou la défense contre les prédateurs.

## Taxonomie
Précisons que les thérizinosauroidés sont le plus souvent considérés - notamment depuis la découverte de spécimens antérieurs au Crétacé - comme une super-famille comprenant la plupart du temps deux familles : Therizinosauridae (thérizinosauridés) et Alxasauridae (alxasauridés), ainsi que des genres épars. La classification suivante pourrait donc être adoptée :
- Clade Therizinosauria
  -  ? Eshanosaurus
  -  ? Thecocoelurus
  - Falcarius
  - Super-famille Therizinosauroidea
    - Beipiaosaurus
    - Erliansaurus
    - Neimongosaurus
    - Nothronychus
    - Famille Alxasauridae
      - Alxasaurus

    - Famille Therizinosauridae
      - Enigmosaurus
      - Erlikosaurus
      - Nanshiungosaurus
      - Segnosaurus
      - Therizinosaurus

## Quelques genres représentatifs
- Alxasaurus (A. elesitaiensis, Russel & Dong, 1993) C'est le premier thérizinosaure (clade Therizinosauria) relativement complet à avoir été découvert. Il permit de décrire le groupe. Découvert dans le nord de la Chine (désert d'Alxa), ce thérizinosaure de taille moyenne (5 mètres de long) provient du Crétacé moyen (environ 110 millions d'années avant notre ère).
- Beipiaosaurus (B. inexpectus, Xu, Tang & Wang, 1999) Tirant son nom de la ville chinoise de Beipiao, à proximité de laquelle il fut découvert, ce thérizinosaure primitif (il vivait il y a 125 millions d'années) était relativement petit : à peine 2 mètres de long. Grâce au sables remarquablement fins dans lesquels il fut enseveli, les "proto-plumes" qui recouvraient son corps furent retrouvés. Elles formaient un duvet, rappelant un peu le "plumage" de certains oiseaux primitifs actuels, comme le kiwi ou le casoar. Il est probable que, sur le modèle de Beipiaosaurus, tous les thérizinosaures aient été recouverts de ces "proto-plumes".
- Nothronychus (N. mckinleyi, Kirkland & Wolfe, 2001) Nommé "la griffe de paresseux" en raison de la forme de ses griffes, ce thérizinosaure est le premier spécimen à avoir été découvert hors du continent asiatique, au Nouveau-Mexique (États-Unis). Plus courtes que celles de Therizinosaurus, ses griffes ont été retrouvées bien conservées, et ont renforcé l'hypothèse d'une utilisation pour la nutrition herbivore.
- Segnosaurus (S. galbinensis, Perle, 1979) Quand ils ont été exhumés, ses os, en tout petit nombre, ne permirent pas de faire le rapprochement avec Therizinosaurus, pourtant déjà découvert. Son anatomie, inédite à l'époque, lui valut la création d'un groupe personnalisé, les segnosaures. En raison de la largeur de son bassin, certains proposèrent de le placer dans un ordre intermédiaire entre les saurischiens et les ornithischiens. L'hypothèse d'un régime piscivore fut également avancée, à cause de son bec corné.
- Therizinosaurus (T. cheloniformis, Maleev, 1954) Ce dinosaure d'Asie Centrale est le plus grand (10 mètres), le plus tardif (70 millions d'années), et le premier thérizinosaure à avoir été décrit comme tel, à cause de ses griffes. Celles-ci étaient également les plus longues connues au sein du groupe, puisqu'elles atteignaient 70 centimètres ; leur longueur était presque égale à celle du reste de la main ! Protégé des prédateurs en raison de sa masse imposante, Therizinosaurus est un autre argument en faveur du régime végétarien de ces animaux : c'est le seul cas de figure pour lequel il aurait été utile d'être aussi massif.

## Galerie d'images

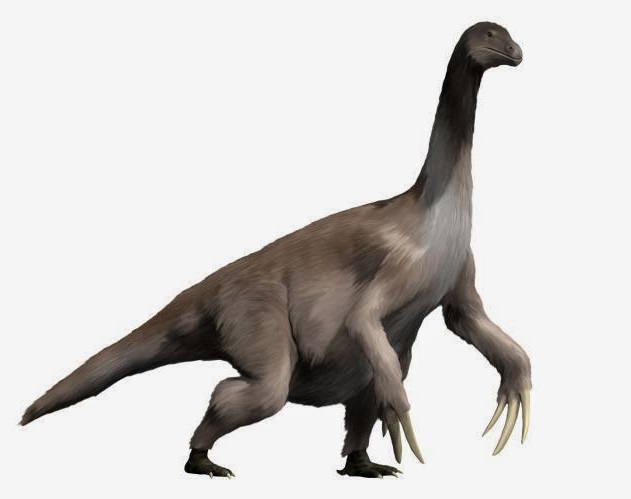
Therizinosaurus cheloniformis
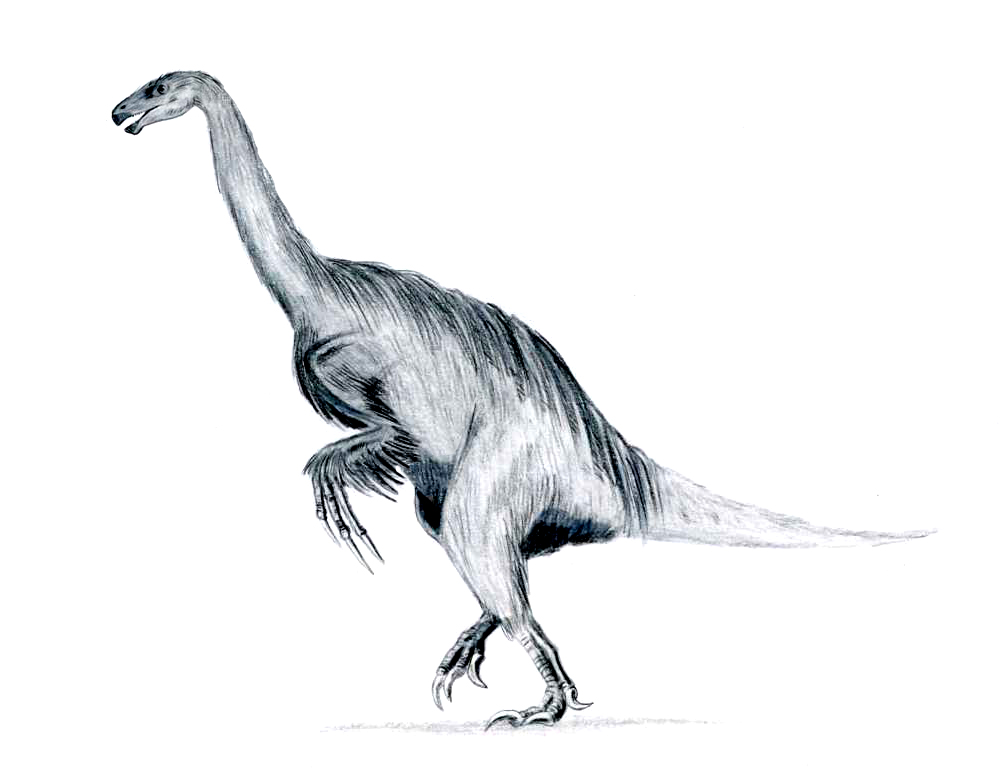
Erlikosaurus